# Hydrocleys nymphoides
Hydrocleys nymphoides is de botanische naam van een waterdrijvende plant, die voorkomt in tropisch Zuid-Amerika. De plant staat wel bekend als waterpapaver. De bloem heeft drie gele bloembladen. De plant bloeit bij een temperatuur van circa 23 °C.